# Wyndham-Carseland Provincial Park
Wyndham-Carseland Provincial Park är en park i Kanada.   Den ligger i provinsen Alberta, i den centrala delen av landet, 2 800 km väster om huvudstaden Ottawa. Wyndham-Carseland Provincial Park ligger 910 meter över havet.
Terrängen runt Wyndham-Carseland Provincial Park är huvudsakligen platt. Wyndham-Carseland Provincial Park ligger nere i en dal. Trakten runt Wyndham-Carseland Provincial Park är nära nog obefolkad, med mindre än två invånare per kvadratkilometer..
Trakten runt Wyndham-Carseland Provincial Park består till största delen av jordbruksmark.